# Flughafen Maseru

i7
i11
i13
Der Moshoeshoe I International Airport (IATA-Code: MSU, ICAO-Code: FXMM), 1985 gebaut, ist ein internationaler Flughafen in der Nähe des Ortes Mazenod, circa 20 Kilometer südlich von Maseru, der Hauptstadt Lesothos. Von den späten 1960er- bis in die 1980er-Jahre war der Leabua Jonathan Airport (inzwischen Mejametalana Airport), benannt nach dem damaligen Premierminister Lesothos Leabua Jonathan (1914–1987), der internationale Flughafen des Landes. Dieser wird aber inzwischen nur noch militärisch genutzt.
Der Flughafen ist benannt nach Moshoeshoe I. († 1870), dem Gründervater des Volkes der Basotho. Er verfügt über zwei Passagierterminals, die von 05:00 bis 16:00 Uhr geöffnet sind, und ein Frachtterminal.
Die nächstgelegenen Verkehrsflughäfen liegen alle in Südafrika: Bloemfontein (128 km), Mthatha (256 km), Pietermaritzburg (275 km), Kimberley (280 km) und Margate (310 km).

## Fluggesellschaften und Verbindungen
Da Lesotho seit 1997 über keine staatliche Fluglinie mehr verfügt, werden internationale Flüge hauptsächlich von South African Airways (ausführende Fluggesellschaft: Airlink) durchgeführt, größtenteils nach Johannesburg (Flugzeit 1 Stunde 10 Minuten). Inlandsflüge werden von Mission Aviation Fellowship und Mountain Airways durchgeführt.

## Erreichbarkeit
Es gibt einen Bus, der Maseru in stündlichem Takt anfährt. Zur Verfügung stehen auch Taxis. Sammeltaxis zum Flughafen fahren in Maseru vom Einkaufszentrum Mafika Mall aus.
Das deutsche Auswärtige Amt schrieb viele Jahre lang: Die neue Umgehungsstraße zum Flughafen Maseru war in letzter Zeit häufig Schauplatz von Autoraub. Bei Nacht sollte sie unbedingt gemieden werden.